# Formica kozlovi
Formica kozlovi é uma espécie de formiga do gênero Formica, pertencente à subfamília Formicinae.